# Amaxia pyga
Amaxia pyga är en fjärilsart som beskrevs av William Schaus 1892. Amaxia pyga ingår i släktet Amaxia och familjen björnspinnare. Inga underarter finns listade i Catalogue of Life.